# 올티
올티(Olltii, 본명: 정우성, 1996년 1월 2일 ~ )는 대한민국의 가수, 래퍼이다.

## 음반

### 정규 음반
- 《졸업》 (2015년)
- 《뻔한 돈 얘기》 (2019년 2월)
- 《8BEAT》 (2019년 9월)

### 믹스테잎 음반
- 《Rappin` OLL day》 (2012년)

### 디싱 (디지털 싱글) 음반
- 《빨라 (Prod. gj)》 (2013년)
- 《올라 (Prod. G-Slow)》 (2013년)
- 《쇼미더머니 3 올티VS육지담》 (2014년)
- 《쇼미더머니 3 BOBBY VS 올티》 (2014년)
- 《OLL`Skool》 (2014년)
- 《무중력》 (2015년)
- 《GBPG》 (2016년)
- 《Cypherpath》 (2018년)

## 가수 외 활동

### 서바이벌 오디션
- 《Show Me The Money 3》(2014년, Mnet)
- 《Show Me The Money 6》(2017년, Mnet)
- 《Show Me The Money 8》(2019년, Mnet) 플레이어2(게스트)

### 영화
- 《라임크라임》 (2021년) - MNG리더 역